# ب‌ام‌و سری ۵ (اف۱۰)
ب‌ام‌و سری ۵ (اف۱۰) (به انگلیسی: (BMW 5 Series (F10) یکی از نسل‌های خودروی ب‌ام‌و سری ۵ است که در از سال ۲۰۱۰ تا سال ۲۰۱۷ توسط شرکت‌های ب‌ام‌و و برلیانس آتو در آلمان، قاهره، مصر، مکزیک، تایلند، شن‌یانگ، جمهوری خلق چین، شاه عالم، سلانگور و مالزی مونتاژ شده‌است شده‌است.
طراحی آن موتور جلو، توزیع نیروی پیشران، خودرو چهار چرخ محرک بوده طول آن در حالت طبیعی ۴٬۸۹۹–۴٬۹۰۷ میلیمتر (۱۹۲٫۹–۱۹۳٫۲ اینچ)، عرض آن در حالت طبیعی ۱٬۸۶۰ میلیمتر (۷۳٫۲ اینچ) و ارتفاع آن در حالت طبیعی ۱٬۴۶۴–۱٬۴۶۴ میلیمتر (۵۷٫۶–۵۷٫۶ اینچ) است.